# Labid Ibn Rabi’a
Labid Ibn Rabi’a (ur. 560, zm. 661) – arabski poeta.
Napisał jedną z mu'allak; utwór ten jest wiernym obrazem realiów życia arabskich koczowników i doskonale zachowuje wzory beduińskiej liryki. Jest również autorem dywanu poezji, który jest przesiąknięty duchem islamu, jednak w treści i stylu należy jeszcze do staroarabskiej literatury. Jego twórczość zawiera wiele elementów świadczących o monoteistycznych poglądach autora. Polski przekład jego wierszy ukazał się w 1981 w antologii Siedem kasyd staroarabskich.